# Edmée Buclin-Favre
Edmée Buclin-Favre (* 1927 in Sitten) ist eine schweizerische Juristin, Frauenrechtlerin und Politikerin.

## Leben
Edmée Favre wurde im Jahr 1927 als Tochter des Walliser Juristen und Politikers Antoine Favre (1897–1974) und der Jeanne-Marie Feigel aus Bulle, Kanton Freiburg, in Sitten im Kanton Wallis geboren. Sie besuchte das kantonale Gymnasium Collège des Dames Blanches in Sitten und studierte wie schon ihr Vater an der Universität Freiburg, wo sie 1949 das Lizentiat in Rechtswissenschaft erhielt. Sie war eine der ersten Frauen aus dem Wallis, die ein Hochschulstudium absolvierten.
Sie arbeitete zuerst als Juristin in der Anwaltskanzlei ihres Vaters Antoine Favre, der von 1943 bis 1952 den Kanton Wallis im Nationalrat vertrat und seit 1952 Bundesrichter und seit 1963 Richter am Europäischen Gerichtshof für Menschenrechte war. Später war sie für das Unternehmen Le Rêve SA in Genf tätig. Im Jahr 1952 heiratete sie Pascal Buclin (1925–2020), das Ehepaar hatte drei Kinder. Von 1967 bis 1980 leitete sie den Elternverein Ecole des Parents in der Walliser Stadt Monthey.
Seit 1963 war Edmée Buclin-Favre Mitglied des Frauenstimmrechtsvereins Association valaisanne pour le suffrage féminin (AVPSF). Die Vereinspräsidentin war zu jener Zeit Renée de Sépibus. Edmée Buclin-Favre engagierte sich in der Kampagne für das Frauenstimmrecht die dazu führte, dass die Frauen im Wallis durch eine Volksabstimmung am 12. April 1970 das Stimm- und Wahlrecht erhielten.
Als die Walliser Regierung im Jahr 1982 eine Studienkommission einsetzte, welche die Benachteiligung der Frauen in der kantonalen Gesetzgebung zu untersuchen hatte und die sich unabhängig von der Kantonsverwaltung selbst konstituieren konnte, wurde Edmée Buclin-Favre nach kurzer Zeit als Nachfolgerin von Marie-Jo de Torrentéals die zweite Kommissionspräsidentin. Sie vertrat in diesem Gremium die Christlich-demokratische Partei des Chablais. Die Arbeitsgruppe, der auch Cilette Cretton, Regina Mathieu, Liliane Mayor, Ines Mengis und Françoise Vannay-Bressoud angehörten, publizierte verschiedene Berichte zu den Frauenrechten.
Als 1996 das kantonale Gesetz über die Gleichstellung der Geschlechter in Kraft trat, wurde Edmée Buclin-Favre zur Präsidentin des neu geschaffenen Gleichstellungsrats gewählt. Sie unterstützte die Tätigkeit des aufgrund einer Motion von Esther Waeber-Kalbermatten im Walliser Grossen Rat neu eingerichteten kantonalen Gleichstellungsbüros.
1995 gründete Edmée Buclin-Favre mit anderen Frauen die politisch unabhängige Vereinigung Solidarité Femmes, um die Frauen im Kanton für ein politisches Engagement zu motivieren. Und sie unterstützte auch die im Jahr 2014 entstandene Organisation für Frauengeschichte Via Mulieris.